# Кунал Найар

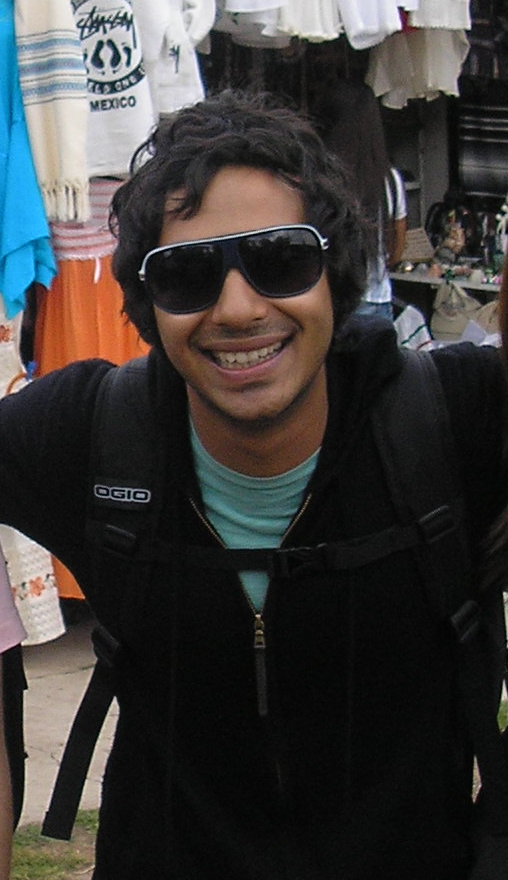
Кунал Найяр

Кунал Найар (гінді: कुणाल नैयर, народився 30 квітня 1981року, в Лондоні, Велика Британія) — англійський-індійський комік актор. Наразі він став відомим завдяки ролі Раджеша Кутраппалі в ситкомі компанії CBS Теорія великого вибуху.
2020 року знявся в фільмі «Думай як пес».